# NGC 2268
NGC 2268 é uma galáxia espiral barrada (SBbc) localizada na direcção da constelação de Camelopardalis. Possui uma declinação de +84° 22' 56" e uma ascensão recta de 7 horas, 14 minutos e 17,5 segundos.